# Marie-Pier Beaudet
Marie-Pier Beaudet, kanadska lokostrelka, * 12. december 1986, Quebec City, Quebec.
Sodelovala je na lokostrelskem delu poletnih olimpijskih igrah leta 2004, kjer je osvojila 56. mesto v individualni konkurenci.